# Liste der denkmalgeschützten Objekte in Prešov/Prešov A–F
Die Liste der denkmalgeschützten Objekte in Prešov/Prešov A-F enthält die 59 nach slowakischen Denkmalschutzvorschriften geschützten Objekte in der Stadt Prešov im Okres Prešov in den Straßen beginnend mit A bis F.

## Denkmäler
| Foto |                 | Denkmal / č. ÚZPF                                     | Standort / Konskr. Nr.                                    | Offizielle Beschreibung                       | Beschreibung | Metadaten                                                                        |
| ---- | --------------- | ----------------------------------------------------- | --------------------------------------------------------- | --------------------------------------------- | --- | -------------------------------------------------------------------------------- |
| ja   | Datei hochladen | Gedenkstätte(sk) ObjektID: 707-1454/1                 | Standort KG: Prešov Konskr.Nr.:                           | Petöfi,Tompa,Kerényi; maďarskí básnici        | für Petőfi, Tompa, Kerényi, ungarische Dichter                                                                                   | č. NKP: 707-1454/1 Stand des NKP: 2012-02-08 Name: PRIESTOR PAMÄTNÝ              |
| ja   | Datei hochladen | Denkmal(sk) ObjektID: 707-1454/2                      | Standort KG: Prešov Konskr.Nr.:                           | Petöfi,Tompa,Kerényi; maďarskí básnici        | für Petőfi, Tompa, Kerényi, ungarische Dichter                                                                                   | č. NKP: 707-1454/2 Stand des NKP: 2012-02-08 Name: POMNÍK                        |
| ja   | Datei hochladen | Grab mit Grabstein(sk) ObjektID: 707-1455/0           | KG: Prešov Konskr.Nr.:                                    | Moyzes Mikuláš; 1872-1944,skladateľ           | Mikuláš Moyzes, Schriftsteller, Komponist, Organist, Lehrer                                                                      | č. NKP: 707-1455/0 Stand des NKP: 2012-02-08 Name: HROB S NÁHROBNÍKOM            |
| ja   | Datei hochladen | Grab mit Grabstein(sk) ObjektID: 707-2021/0           | KG: Prešov Konskr.Nr.:                                    | Rombauer Ján; 1782-1849,maliar                | Ján Rombauer, Maler | č. NKP: 707-2021/0 Stand des NKP: 2012-02-08 Name: HROB S NÁHROBNÍKOM            |
| ja   | Datei hochladen | Grab mit Grabstein(sk) ObjektID: 707-2022/0           | KG: Prešov Konskr.Nr.:                                    | Vandrák Andrej; 1807-1884,pedagóg             | Andrej Vandrák, Lehrer | č. NKP: 707-2022/0 Stand des NKP: 2012-02-08 Name: HROB S NÁHROBNÍKOM            |
| ja   | Datei hochladen | Grab mit Grabstein(sk) ObjektID: 707-2023/0           | KG: Prešov Konskr.Nr.:                                    | Pöschl Ján; 1890-1961,skladateľ               | Ján Pöschl, Komponist | č. NKP: 707-2023/0 Stand des NKP: 2012-02-08 Name: HROB S NÁHROBNÍKOM            |
| ja   | Datei hochladen | Grab mit Grabstein(sk) ObjektID: 707-2067/0           | KG: Prešov Konskr.Nr.:                                    | obete fašizmu; 1944-bombardovanie             | für die Bombenopfer des Faschismus im Jahr 1944                                                                                  | č. NKP: 707-2067/0 Stand des NKP: 2012-02-08 Name: HROB S NÁHROBNÍKOM            |
| ja   | Datei hochladen | Grab mit Grabstein(sk) ObjektID: 707-2070/0           | KG: Prešov Konskr.Nr.:                                    | Lazorík Fedor; 1913-1969,spisovateľ           | Fedor Lazorík, Schriftsteller | č. NKP: 707-2070/0 Stand des NKP: 2012-02-08 Name: HROB S NÁHROBNÍKOM            |
| ja   | Datei hochladen | Gedenkstätte(sk) ObjektID: 707-2095/0                 | KG: Prešov Konskr.Nr.:                                    | FRTJ; Kúpele                                  | für den Arbeiterbund für Leibeserziehung, Kurbad?                                                                                | č. NKP: 707-2095/0 Stand des NKP: 2012-02-08 Name: MIESTO PAMÄTNÉ                |
| ja   | Datei hochladen | Grab mit Grabstein(sk) ObjektID: 707-2252/0           | KG: Prešov Konskr.Nr.:                                    | Divald Karol; 1830-1897,fotograf              | Karol Divald, Fotograf | č. NKP: 707-2252/0 Stand des NKP: 2012-02-08 Name: HROB S NÁHROBNÍKOM            |
| ja   | Datei hochladen | Grab mit Grabstein(sk) ObjektID: 707-2254/0           | KG: Prešov Konskr.Nr.:                                    | Kurth Max; 1869-1962,maliar                   | Max Kurth, Maler | č. NKP: 707-2254/0 Stand des NKP: 2012-02-08 Name: HROB S NÁHROBNÍKOM            |
| ja   | Datei hochladen | Grab mit Grabstein(sk) ObjektID: 707-2256/0           | KG: Prešov Konskr.Nr.:                                    | Török Július; 1879-1963,maliar                | Július Török, Maler | č. NKP: 707-2256/0 Stand des NKP: 2012-02-08 Name: HROB S NÁHROBNÍKOM            |
| ja   | Datei hochladen | Grab mit Grabstein(sk) ObjektID: 707-3142/0           | KG: Prešov Konskr.Nr.:                                    | Jordán Mikuláš; 1892-1977,maliar,reš          | Mikuláš Jordán, Maler, ? | č. NKP: 707-3142/0 Stand des NKP: 2012-02-08 Name: HROB S NÁHROBNÍKOM            |
| ja   | Datei hochladen | Grab mit Grabstein(sk) ObjektID: 707-3144/0           | KG: Prešov Konskr.Nr.:                                    | Greš Jozef Dr.; 1907-1944,právnik             | Dr. Jozef Greš, Anwalt | č. NKP: 707-3144/0 Stand des NKP: 2012-02-08 Name: HROB S NÁHROBNÍKOM            |
| ja   | Datei hochladen | Salettl(sk) ObjektID: 707-3810/0                      | KG: Prešov Konskr.Nr.:                                    | Altánok nad žriedlom                          | Laube über dem Brunnen | č. NKP: 707-3810/0 Stand des NKP: 2012-02-08 Name: ALTÁNOK                       |
| ja   | Datei hochladen | Kulturhaus(sk) ObjektID: 707-3811/0                   | 15 Standort KG: Prešov Konskr.Nr.: 2628                   | solitér; Jedáleň                              | Speisesaal | č. NKP: 707-3811/0 Stand des NKP: 2012-02-08 Name: DOM KULTÚRNY                  |
| ja   | Datei hochladen | Kirche(sk) ObjektID: 707-3340/1                       | 4242 Standort KG: Prešov Konskr.Nr.: 4242                 | r.k.sv.Kríža; 9.zastavenie                    | römisch-katholische Heiligkreuzkirche, 9. Kreuzwegstation                                                                        | č. NKP: 707-3340/1 Stand des NKP: 2012-02-08 Name: KOSTOL                        |
| ja   | Datei hochladen | Kapelle(sk) ObjektID: 707-3813/0                      | KG: Prešov Konskr.Nr.: 7991                               | r.k.sv.Donáta                                 | römisch-katholische Kapelle St. Donatus                                                                                          | č. NKP: 707-3813/0 Stand des NKP: 2012-02-08 Name: KAPLNKA                       |
| ja   | Datei hochladen | Kalvarienbergkapelle(sk) ObjektID: 707-3340/2         | 12362 Standort KG: Prešov Konskr.Nr.: 12362               | 1.zastavenie; Posledná večera                 | 1. Kreuzwegstation, Das letzte Abendmahl                                                                                         | č. NKP: 707-3340/2 Stand des NKP: 2012-02-08 Name: KAPLNKA KALVÁRSKA             |
| ja   | Datei hochladen | Kalvarienbergkapelle(sk) ObjektID: 707-3340/3         | 12363 Standort KG: Prešov Konskr.Nr.: 12363               | 2.zastavenie; Kristus na hore Olivovej        | 2. Kreuzwegstation, Christus auf dem Ölberg                                                                                      | č. NKP: 707-3340/3 Stand des NKP: 2012-02-08 Name: KAPLNKA KALVÁRSKA             |
| ja   | Datei hochladen | Kalvarienbergkapelle(sk) ObjektID: 707-3340/4         | 12364 Standort KG: Prešov Konskr.Nr.: 12364               | 3.zastavenie; Kristus pred veľkňazom Annášom  | 3. Kreuzwegstation, Christus vor dem Hohenpriester Hannas                                                                        | č. NKP: 707-3340/4 Stand des NKP: 2012-02-08 Name: KAPLNKA KALVÁRSKA             |
| ja   | Datei hochladen | Kalvarienbergkapelle(sk) ObjektID: 707-3340/5         | 12365 Standort KG: Prešov Konskr.Nr.: 12365               | 4.zastavenie; Sväté schody                    | 4. Kreuzwegstation, Heilige Treppe                                                                                               | č. NKP: 707-3340/5 Stand des NKP: 2012-02-08 Name: KAPLNKA KALVÁRSKA             |
| ja   | Datei hochladen | Kalvarienbergkapelle(sk) ObjektID: 707-3340/6         | 12366 Standort KG: Prešov Konskr.Nr.: 12366               | 5.zastavenie; Bičovanie Krista                | 5. Kreuzwegstation, Auspeitschen Christi                                                                                         | č. NKP: 707-3340/6 Stand des NKP: 2012-02-08 Name: KAPLNKA KALVÁRSKA             |
| ja   | Datei hochladen | Kalvarienbergkapelle(sk) ObjektID: 707-3340/7         | 12367 Standort KG: Prešov Konskr.Nr.: 12367               | 6.zastavenie; Ecce Homo a Korunovanie Krista  | 6. Kreuzwegstation, Ecce Homo und Die Krönung Christi                                                                            | č. NKP: 707-3340/7 Stand des NKP: 2012-02-08 Name: KAPLNKA KALVÁRSKA             |
| ja   | Datei hochladen | Kalvarienbergkapelle(sk) ObjektID: 707-3340/8         | 12368 Standort KG: Prešov Konskr.Nr.: 12368               | 7.zastavenie; Kristus napomína plačúce ženy   | 7. Kreuzwegstation, Christus ermuntert die weinenden Frauen                                                                      | č. NKP: 707-3340/8 Stand des NKP: 2012-02-08 Name: KAPLNKA KALVÁRSKA             |
| ja   | Datei hochladen | Kalvarienbergkapelle(sk) ObjektID: 707-3340/9         | 12369 Standort KG: Prešov Konskr.Nr.: 12369               | 8.zastavenie; Pribíjanie Krista na kríž       | 8. Kreuzwegstation, Nagelung Christi an das Kreuz                                                                                | č. NKP: 707-3340/9 Stand des NKP: 2012-02-08 Name: KAPLNKA KALVÁRSKA             |
| ja   | Datei hochladen | Kalvarienbergkapelle(sk) ObjektID: 707-3340/10        | 12370 Standort KG: Prešov Konskr.Nr.: 12370               | 10.zastavenie; Snímanie Krista z kríža        | 10. Kreuzwegstation, Abnahme Christi vom Kreuz                                                                                   | č. NKP: 707-3340/10 Stand des NKP: 2012-02-08 Name: KAPLNKA KALVÁRSKA            |
| ja   | Datei hochladen | Kalvarienbergkapelle(sk) ObjektID: 707-3340/11        | 12371 Standort KG: Prešov Konskr.Nr.: 12371               | 11.zastavenie; Ukladanie Krista do hrobu      | 11. Kreuzwegstation, Grablegung Christi                                                                                          | č. NKP: 707-3340/11 Stand des NKP: 2012-02-08 Name: KAPLNKA KALVÁRSKA            |
| ja   | Datei hochladen | Kalvarienbergkapelle(sk) ObjektID: 707-3340/12        | 12372 Standort KG: Prešov Konskr.Nr.: 12372               | 12.zastavenie; Zmŕtvychvstanie Krista         | 12. Kreuzwegstation, Auferstehung Christi                                                                                        | č. NKP: 707-3340/12 Stand des NKP: 2012-02-08 Name: KAPLNKA KALVÁRSKA            |
| ja   | Datei hochladen | Kalvarienbergkapelle(sk) ObjektID: 707-3340/13        | 12373 Standort KG: Prešov Konskr.Nr.: 12373               | 13.zastavenie; Kristus sa zjavuje apoštolom   | 13. Kreuzwegstation, Christus zeigt sich den Aposteln                                                                            | č. NKP: 707-3340/13 Stand des NKP: 2012-02-08 Name: KAPLNKA KALVÁRSKA            |
| ja   | Datei hochladen | Kalvarienbergkapelle(sk) ObjektID: 707-3340/14        | 12374 Standort KG: Prešov Konskr.Nr.: 12374               | 14.zastavenie; Nanebovstúpenie Krista         | 14. Kreuzwegstation, Christi Himmelfahrt                                                                                         | č. NKP: 707-3340/14 Stand des NKP: 2012-02-08 Name: KAPLNKA KALVÁRSKA            |
| ja   | Datei hochladen | Marienkapelle(sk) ObjektID: 707-3340/15               | 12375 Standort KG: Prešov Konskr.Nr.: 12375               | r.k.P.M.Lurdskej; mariánska kaplnka           | römisch-katholische Kapelle, Jungfrau Maria von Lourdes                                                                          | č. NKP: 707-3340/15 Stand des NKP: 2012-02-08 Name: KAPLNKA MARIÁNSKA            |
| ja   | Datei hochladen | Marienkapelle(sk) ObjektID: 707-3340/16               | 12377 Standort KG: Prešov Konskr.Nr.: 12377               | r.k.P.M.; mariánska kaplnka                   | römisch-katholische Marienkapelle                                                                                                | č. NKP: 707-3340/16 Stand des NKP: 2012-02-08 Name: KAPLNKA MARIÁNSKA            |
| ja   | Datei hochladen | Kreuz mit Korpus auf Sockel(sk) ObjektID: 707-3340/17 | Standort KG: Prešov Konskr.Nr.:                           | Ukrižovaný Kristus; socha Krista na kríži     | Der Gekreuzigte | č. NKP: 707-3340/17 Stand des NKP: 2012-02-08 Name: KRÍŽ S KORPUSOM NA PODSTAVCI |
| ja   | Datei hochladen | Statue(sk) ObjektID: 707-3340/18                      | Standort KG: Prešov Konskr.Nr.:                           | Panna Mária; socha Panny Márie pod krížom     | Jungfrau Maria unter dem Kreuz                                                                                                   | č. NKP: 707-3340/18 Stand des NKP: 2012-02-08 Name: SOCHA                        |
| ja   | Datei hochladen | Landschaftsgestaltung(sk) ObjektID: 707-3340/19       | Standort KG: Prešov Konskr.Nr.:                           | kalvársky kopec                               | Kalvarienberg | č. NKP: 707-3340/19 Stand des NKP: 2012-02-08 Name: ÚPRAVA SADOVNÍCKA            |
| ja   | Datei hochladen | Wehrmauer und Krypta(sk) ObjektID: 707-3340/20        | Standort KG: Prešov Konskr.Nr.:                           | kamenný; krypta s náhrobníkmi v op.múre       | Krypta mit Grabsteinen in Wehrmauer                                                                                              | č. NKP: 707-3340/20 Stand des NKP: 2012-02-08 Name: MÚR OPORNÝ S KRYPTOU         |
| ja   | Datei hochladen | umschließende Mauer(sk) ObjektID: 707-3340/21         | Standort KG: Prešov Konskr.Nr.:                           | kameň,tehla pálená; múr so 17 nikami          | Wand mit 17 Nischen | č. NKP: 707-3340/21 Stand des NKP: 2012-02-08 Name: MÚR OHRADNÝ                  |
| ja   | Datei hochladen | Bürgerhaus(sk) ObjektID: 707-10208/0                  | Baštová ul. 23 Standort KG: Prešov Konskr.Nr.: 3153       | nárožný                                       | Eckhaus | č. NKP: 707-10208/0 Stand des NKP: 2012-02-08 Name: DOM MEŠTIANSKY               |
| ja   | Datei hochladen | Gedenktafel(sk) ObjektID: 707-2072/0                  | Baštová ul. 32 KG: Prešov Konskr.Nr.: 3182                | hvezdáreň                                     | Observatorium | č. NKP: 707-2072/0 Stand des NKP: 2012-02-08 Name: TABUĽA PAMÄTNÁ                |
| ja   | Datei hochladen | befestigtes Tor(sk) ObjektID: 707-3355/2              | Baštová ul. 32 Standort KG: Prešov Konskr.Nr.: 3182       | brána Florián                                 | Florianstor | č. NKP: 707-3355/2 Stand des NKP: 2012-02-08 Name: BRÁNA OPEVNENIA               |
| ja   | Datei hochladen | Stadtmauer(sk) ObjektID: 707-3355/3                   | Baštová-Kováčska ul. 0 KG: Prešov Konskr.Nr.:             | fragmenty múrov                               | Mauerfragmente | č. NKP: 707-3355/3 Stand des NKP: 2012-02-08 Name: MÚR HRADBOVÝ                  |
| ja   | Datei hochladen | Seminar(sk) ObjektID: 707-3172/3                      | Biskupa Gojdiča ul. 2 Standort KG: Prešov Konskr.Nr.:     | gr.k.; Gr.kat.fakulta                         | griechisch katholische Fakultät                                                                                                  | č. NKP: 707-3172/3 Stand des NKP: 2012-02-08 Name: SEMINÁR                       |
| ja   | Datei hochladen | Gedenksternwarte(sk) ObjektID: 707-2071/1             | Dilongova ul. 17 Standort KG: Prešov Konskr.Nr.: 5883     | solitér; Mestská hvezdáreň                    | städtisches Observatorium | č. NKP: 707-2071/1 Stand des NKP: 2012-02-08 Name: HVEZDÁREŇ PAMÄTNÁ             |
| ja   | Datei hochladen | Gedenktafel(sk) ObjektID: 707-2071/2                  | Dilongova ul. 17 Standort KG: Prešov Konskr.Nr.: 5883     | 1.ľudová hvezdáreň                            | erste Volkssternwarte | č. NKP: 707-2071/2 Stand des NKP: 2012-02-08 Name: TABUĽA PAMÄTNÁ                |
| ja   | Datei hochladen | Denkmal mit Statue(sk) ObjektID: 707-1456/0           | Duchnovičovo nám. 1 Standort KG: Prešov Konskr.Nr.: 3951  | Duchnovič A.; 1803-1865,kňaz,kult.prac.       | für Alexander Duchnovič, griechisch katholischer Priester, Schriftsteller, Führer der ruthenischen nationalen Erweckungsbewegung | č. NKP: 707-1456/0 Stand des NKP: 2012-02-08 Name: POMNÍK SO SOCHOU              |
| ja   | Datei hochladen | Bürgerhaus(sk) ObjektID: 707-3305/0                   | Floriánova ul. 1 Standort KG: Prešov Konskr.Nr.: 3189     | radový                                        | Reihenhaus | č. NKP: 707-3305/0 Stand des NKP: 2012-02-08 Name: DOM MEŠTIANSKY                |
| ja   | Datei hochladen | Bürgerhaus(sk) ObjektID: 707-3306/0                   | Floriánova ul. 3 Standort KG: Prešov Konskr.Nr.: 3190     | radový                                        | Reihenhaus | č. NKP: 707-3306/0 Stand des NKP: 2012-02-08 Name: DOM MEŠTIANSKY                |
| ja   | Datei hochladen | Bürgerhaus(sk) ObjektID: 707-3307/0                   | Floriánova ul. 4 Standort KG: Prešov Konskr.Nr.: 3197     | radový                                        | Reihenhaus | č. NKP: 707-3307/0 Stand des NKP: 2012-02-08 Name: DOM MEŠTIANSKY                |
| ja   | Datei hochladen | Bürgerhaus(sk) ObjektID: 707-3308/0                   | Floriánova ul. 5 Standort KG: Prešov Konskr.Nr.: 3191     | radový                                        | Reihenhaus | č. NKP: 707-3308/0 Stand des NKP: 2012-02-08 Name: DOM MEŠTIANSKY                |
| ja   | Datei hochladen | Bürgerhaus(sk) ObjektID: 707-3309/0                   | Floriánova ul. 7 Standort KG: Prešov Konskr.Nr.: 3192     | radový                                        | Reihenhaus | č. NKP: 707-3309/0 Stand des NKP: 2012-02-08 Name: DOM MEŠTIANSKY                |
| ja   | Datei hochladen | Bürgerhaus(sk) ObjektID: 707-3353/0                   | Floriánova ul. 9 Standort KG: Prešov Konskr.Nr.: 3193     | radový                                        | Reihenhaus | č. NKP: 707-3353/0 Stand des NKP: 2012-02-08 Name: DOM MEŠTIANSKY                |
| ja   | Datei hochladen | Bürgerhaus(sk) ObjektID: 707-3354/0                   | Floriánova ul. 13 Standort KG: Prešov Konskr.Nr.: 3195    | radový                                        | Reihenhaus | č. NKP: 707-3354/0 Stand des NKP: 2012-02-08 Name: DOM MEŠTIANSKY                |
| ja   | Datei hochladen | Bürgerhaus(sk) ObjektID: 707-11011/0                  | Františkánske nám. KG: Prešov Konskr.Nr.:                 | prejazdový,radový                             | Reihenhaus, Passage | č. NKP: 707-11011/0 Stand des NKP: 2012-02-08 Name: DOM MEŠTIANSKY               |
| ja   | Datei hochladen | Konvent(sk) ObjektID: 707-2258/1                      | Františkánske nám. 1 Standort KG: Prešov Konskr.Nr.: 3238 | chodbový; konvent františkánov                | Franziskanerkloster | č. NKP: 707-2258/1 Stand des NKP: 2012-02-08 Name: KONVENT                       |
| ja   | Datei hochladen | Kirche(sk) ObjektID: 707-2258/2                       | Františkánske nám. 2 Standort KG: Prešov Konskr.Nr.: 3239 | r.k.sv.Jozefa; kostol sv.Jozefa,františkánsky | römisch-katholische Kirche St. Joseph                                                                                            | č. NKP: 707-2258/2 Stand des NKP: 2012-02-08 Name: KOSTOL                        |
| ja   | Datei hochladen | Statuengruppe(sk) ObjektID: 707-2258/3                | Františkánske nám. Standort KG: Prešov Konskr.Nr.:        | sv.Roch; Súsošie sv.Rocha                     | Gruppe um den hl. Rochus | č. NKP: 707-2258/3 Stand des NKP: 2012-02-08 Name: SÚSOŠIE-KÓPIA                 |
| ja   | Datei hochladen | Bastion(sk) ObjektID: 707-3355/1                      | Františkánske nám. 2 Standort KG: Prešov Konskr.Nr.: 3239 | františkánska; františkánska bašta            | Franziskaner-Bastion | č. NKP: 707-3355/1 Stand des NKP: 2012-02-08 Name: BAŠTA                         |
| ja   | Datei hochladen | Bürgerhaus(sk) ObjektID: 707-11012/0                  | Františkánske nám. 3 Standort KG: Prešov Konskr.Nr.: 3236 | radový                                        | Reihenhaus | č. NKP: 707-11012/0 Stand des NKP: 2012-02-08 Name: DOM MEŠTIANSKY               |

## Legende
Die Tabelle enthält im Einzelnen folgende Informationen:
| Foto:                    | Fotografie des Denkmals. |
| Denkmal / č. ÚZPF:       | Die Übersetzung der Bezeichnung des Denkmals, wie sie vom Slowakischen Denkmalamt (Pamiatkový úrad Slovenskej republiky) verwendet wird. Die Originalbezeichnung ist unter dem Fragezeichen angegeben. Fehlt die Übersetzung, so wird die Originalbezeichnung direkt angezeigt. Weiters ist die Objekt-Identifikationsnummer (Objekt ID) angeführt. Sie ist die offizielle, in der Slowakei eindeutige Nummer č. ÚZPF inklusive der zugehörigen Zählnummer, wie sie in den Daten des Denkmalamtes angegeben wird. Da diese nur innerhalb eines Landkreises gezählt wird, ist dessen Nummer der Denkmalnummer vorangestellt. |
| Standort:                | Wenn in der Liste vorhanden, ist die Adresse angegeben. In Klammern kann sich noch eine zusätzliche Adresse befinden, wenn es beispielsweise ein Eckhaus ist. Bei freistehenden Objekten ohne Adresse (zum Beispiel bei Bildstöcken) ist eine Adresse angegeben, die in der Nähe des Objekts liegt. Durch Aufruf des Links Standort wird die Lage des Denkmals in verschiedenen Kartenprojekten angezeigt. Darunter sind die Katastralgemeinde (KG) und, wenn vorhanden, die Konskriptionsnummer (Konskr. Nr.) angegeben.                                                                                                   |
| Offizielle Beschreibung: | Es ist die Kurzbeschreibung auf Slowakisch, wie sie in den offiziellen Listen angegeben ist, eingetragen. |
| Beschreibung:            | Kurze Angaben zum Denkmal auf Deutsch. |
| Metadaten:               | Zusätzlich werden, wenn in den persönlichen Einstellungen das Helferlein Dauerhaftes Einblenden von Metadaten aktiviert ist, ebensolche angezeigt. |

- Karte mit allen Koordinaten:
- OSM |
- WikiMap